# Innovazione finanziaria
Con il termine innovazione finanziaria si intende la creazione di nuovi strumenti finanziari e di nuove tecnologie, istituzioni e mercati finanziari. Le innovazioni finanziarie più recenti comprendono gli hedge fund, il private equity, i derivati meteorologici, i prodotti strutturati al dettaglio, i fondi negoziati in borsa, i multi-family office e le obbligazioni islamiche (Sukuk). Il sistema bancario ombra ha generato una serie di innovazioni finanziarie, tra cui titoli garantiti da ipoteca e obbligazioni di debito collateralizzate (CDO).
Esistono tre categorie di innovazione: istituzionale, di prodotto e di processo. Le innovazioni istituzionali riguardano la creazione di nuovi tipi di imprese finanziarie, come le società specializzate in carte di credito, le società di consulenza sugli investimenti e sui servizi correlati e le banche dirette. L’innovazione di prodotto riguarda la generazione di nuovi prodotti quali i derivati, la cartolarizzazione e i mutui in valuta estera. Le innovazioni di processo si riferiscono a nuove modalità di svolgimento dell’attività finanziaria, tra cui l’online banking e il phone banking.

## Premessa
Le innovazioni finanziarie emergono come risultato di una complessa interazione tra le esigenze di risparmio e di prestiti delle famiglie, le esigenze di finanziamento delle imprese, la necessità di identificare e gestire i rischi, i progressi della teoria finanziaria e delle tecnologie informatiche, la ricerca di profitto del settore finanziario e, infine, i fattori macroeconomici e normativi. Le innovazioni finanziarie, inoltre, nascono solitamente in modo diversi se si tratta di prodotti, piattaforme o processi. Per spiegare l’emergere dell’innovazione finanziaria, sono state presentate diverse teorie.
La teoria economica ha molto da dire su quali tipi di titoli dovrebbero esistere e perché alcuni potrebbero non esistere (cioè perché alcuni mercati dovrebbero essere “ incompleti ”), ma poco da argomentare sulla ragione per la quale dovrebbero nascere nuove tipologie di titoli.
Un’interpretazione del teorema di Modigliani-Miller  è che le tasse e la regolamentazione sono le uniche ragioni per cui gli investitori si preoccupano del tipo di titoli che le imprese emettono, siano essi di debito, azionari o di altra tipologia. Il teorema afferma che la struttura delle passività di un’impresa non dovrebbe avere alcuna influenza sul suo patrimonio netto (in assenza di imposte). I titoli possono essere scambiati a prezzi diversi a seconda della loro composizione, ma alla fine devono sommarsi allo stesso valore.
L’approccio tradizionale alle determinanti dell’innovazione finanziaria in economia è quello razionalista, che si ritrova nella Proposizione I della teoria dell’irrilevanza di Modigliani e Miller (M&M). Secondo la Proposizione I, il valore di un’azienda è determinato dal suo potenziale di generare profitti e dal rischio delle attività sottostanti. La teoria M&M rimane vera solo se si fanno ipotesi sostanziali sulle imperfezioni del mercato. Tali imperfezioni includono asimmetrie informative, selezione avversa e problemi di agenzia, mercati incompleti, regolamentazione e tasse nonché altre frizioni che limitano la capacità di coloro che agiscono sul mercato di massimizzare l’utile e che richiederebbero innovazioni finanziarie per essere eliminate.
Parallelamente al teorema M&M, i lavori di Markowitz sulla modellazione del rischio, Eugene Fama sull’efficienza dei mercati finanziari, William Sharpe sulla quantificazione del valore di un’attività e Black, Scholes e Merton sul valore del rischio hanno tracciato la strada per la nascita delle innovazioni finanziarie. Tuttavia, il concetto di M&M presenta un problema fondamentale. La prospettiva dominante nella teoria di M&M è quella della domanda, che non tiene conto del fatto che le innovazioni finanziarie potrebbero rappresentare una spinta tecnologica, il che significa che possono nascere indipendentemente dalle ragioni della domanda di mercato. Per un lungo periodo, l’argomento push-pull ha dominato il pensiero tecnico. I tecnologi industriali sono giunti alla conclusione che entrambi gli elementi (push e pull) sono rilevanti. In seguito a tale conclusione, l’attenzione si è spostata sulla comprensione della confluenza di elementi economici, politici, istituzionali e tecnologici che sono alla base delle innovazioni. Ad oggi la questione è ancora irrisolta nella letteratura sull’innovazione finanziaria.
Inoltre, la domanda per determinati tipi di titoli dovrebbe essere scarsa. Il modello di determinazione del prezzo del capitale, sviluppato per la prima volta da Jack L. Treynor e William F. Sharpe, suggerisce che gli investitori dovrebbero diversificare e che i loro portafogli dovrebbero essere costituiti da un mix di “mercato” e investimenti privi di rischio. Gli investitori con obiettivi di rischio/rendimento diversi possono utilizzare la leva finanziaria per aumentare il rapporto tra il rendimento del mercato e il rendimento privo di rischio nei loro portafogli. Tuttavia, Richard Roll ha sostenuto che questo modello non è corretto, perché gli investitori non possono investire nell’intero mercato. Ciò implica che dovrebbe sorgere una domanda di strumenti aperti a nuovi tipi di opportunità di investimento (in quanto avvicinano gli investitori alla possibilità di acquistare l’intero mercato), ma non di strumenti che si limitano a riconfezionare i rischi esistenti (in quanto gli investitori sono già esposti a tali rischi nel loro portafoglio).
Se il mondo reale corrispondesse al modello di Arrow-Debreu, l’innovazione finanziaria non sarebbe necessaria. Il modello presuppone che gli investitori siano in grado di acquistare titoli che generano profitto se e solo se nel mondo si verificano determinate situazioni. Gli investitori possono poi combinare tali titoli per creare portafogli che presentino il payoff che desiderano. Il teorema fondamentale della finanza afferma che il prezzo della costruzione di un tale portafoglio sarà uguale al suo valore atteso sotto un’appropriata misura di rischio neutrale.

## Letteratura accademica
Tufano (2003) e Duffie e Rahi (1995) forniscono utili rassegne della letteratura.
L’ampia letteratura sul problema del principale-agente, sulla selezione avversa e sull’asimmetria informativa indica perché gli investitori potrebbero preferire alcuni tipi di titoli, come le obbligazioni, rispetto ad altri, come le azioni. Myers e Majluf (1984) sviluppano un modello di selezione avversa dell’emissione di azioni in cui le imprese (che cercano di massimizzare i profitti per gli azionisti esistenti) emettono azioni solo come ultima spiaggia di una situazione di crisi. Si tratta di un primo articolo della letteratura sul pecking order, secondo cui le imprese preferiscono finanziare gli investimenti prima con gli utili non distribuiti, poi con le obbligazioni e infine con le azioni, perché gli investitori sono riluttanti a riporre la loro fiducia in un’impresa che ha bisogno di emettere azioni.
Duffie e Rahi dedicano inoltre un’ampia sezione all’esame delle implicazioni di utilità ed efficienza dell’innovazione finanziaria. Questo è anche l’argomento di molti articoli dell’edizione speciale del Journal of Economic Theory in cui il loro è l’articolo principale. L’utilità dell’estensione del mercato sembra essere limitata (o, equivalentemente, la disutilità dei mercati incompleti non è ampia).
Allen e Gale (1988) sono tra i primi a endogenizzare l’emissione di titoli condizionata dalla regolamentazione finanziaria, in particolare dal divieto di vendite allo scoperto. In queste circostanze, trovano che la tradizionale ripartizione dei flussi di cassa tra obbligazioni e azioni non è ottimale e che i titoli con clausola statale sono preferibili. Ross (1989) sviluppa un modello in cui i nuovi prodotti finanziari devono superare i costi di marketing e distribuzione. Persons e Warther (1997) hanno studiato i boom e i bust associati all’innovazione finanziaria.
I costi fissi della creazione di mercati liquidi per i nuovi strumenti finanziari sembrano essere considerevoli. Black e Scholes (1974) descrivono alcune delle difficoltà incontrate nel tentativo di commercializzare i precursori dei moderni fondi indicizzati. Tra queste, problemi di regolamentazione, costi di marketing, tasse e costi fissi di gestione, personale e negoziazione. Shiller (2008) descrive alcune delle frustrazioni incontrate nella creazione di un mercato per i futures sui prezzi delle case.

## Esempi

### Il mercato
Alcuni tipi di strumenti finanziari si sono affermati dopo che le condizioni macroeconomiche hanno costretto gli investitori a essere più consapevoli della necessità di coprire determinati tipi di rischio.
- Gli interest rate swap sono stati sviluppati all’inizio degli anni ’80 dopo l’impennata dei tassi di interesse.
- I credit default swap sono stati sviluppati nei primi anni 2000, dopo che la recessione iniziata nel 2001 ha portato nel 2002 al più alto tasso di default di obbligazioni societarie dalla Grande Depressione.

### Innovazione matematica
- I mercati delle opzioni hanno registrato una crescita esplosiva dopo lo sviluppo del modello di Black-Scholes nel 1973.
- Le obbligazioni di debito collateralizzate (CDO) sono state fortemente influenzate dalla diffusione della tecnica della copula,[9] ma hanno anche avuto un ruolo nella crisi finanziaria del 2008.
- Il flash trading è nato nel 2000 al Chicago Board Options Exchange e nel 2006 nel mercato azionario. Nel luglio 2010, Direct Edge è diventato un Futures Exchange statunitense. Nasdaq e Bats Exchange, Inc hanno creato i propri mercati flash all’inizio del 2009.

Futures, opzioni e molti altri tipi di derivati esistono da secoli: il mercato giapponese dei futures sul riso ha iniziato a operare intorno al 1730. Tuttavia, negli ultimi decenni si è assistito a un’esplosione dell’uso dei derivati e delle tecniche di cartolarizzazione matematicamente complicate. Da un punto di vista sociologico, alcuni economisti sostengono che le formule matematiche cambiano effettivamente il modo in cui gli agenti utilizzano e prezzano le attività. Gli economisti, piuttosto che agire come una macchina fotografica che scatta una foto oggettiva di come funziona il mondo, puntano a modificarne attivamente il comportamento mediante formule che consentono agli agenti di concordare i prezzi per le nuove attività (vedi derivati esotici, opzioni esotiche).

### Evitare le tasse e la regolamentazioni
Miller (1986) ha posto grande enfasi sul ruolo delle tasse e della regolamentazione governativa nello stimolare l’innovazione finanziaria. Il teorema di Modigliani-Miller considerava esplicitamente le imposte come un motivo per preferire un tipo di titolo rispetto a un altro, nonostante le società e gli investitori dovrebbero mantenersi indifferenti nei confronti della struttura del capitale in un mondo senza frazioni.
Lo sviluppo dei conti correnti presso le banche statunitensi è avvenuto per evitare le tasse punitive sulle banconote delle banche statali previste dal National Banking Act.
Alcuni investitori utilizzano i total return swap per convertire i dividendi in plusvalenze tassate a un’aliquota inferiore.
Spesso le autorità di regolamentazione hanno esplicitamente scoraggiato o vietato la negoziazione di alcuni tipi di titoli finanziari. Negli Stati Uniti, il gioco d’azzardo è per lo più illegale e può essere difficile stabilire se i contratti finanziari siano strumenti di gioco illegali o strumenti di investimento e condivisione del rischio legittimi. La Commodity Futures Trading Commission (CFTC) è stata incaricata di effettuare questa determinazione. Le difficoltà incontrate dal Chicago Board of Trade nel tentativo di negoziare futures su azioni e indici azionari sono descritte in Melamed (1996).
Negli Stati Uniti, la Regulation Q ha spinto diversi tipi di innovazione finanziaria ad aggirare i massimali sui tassi di interesse, tra cui gli eurodollari e i conti NOW.

## Il ruolo della tecnologia
Alcuni tipi di innovazioni finanziarie sono guidati da miglioramenti nelle tecnologie informatiche e di telecomunicazione. Ad esempio, Paul Volcker ha suggerito che per la maggior parte delle persone la creazione del bancomat è stata un’innovazione finanziaria più importante della cartolarizzazione di asset-backed. Altri tipi di innovazione finanziaria che riguardano il sistema dei pagamenti sono le carte di credito e di debito e i sistemi di pagamento online come PayPal.
Questi tipi di innovazioni hanno un forte impatto perché riducono i costi delle transazioni. Le famiglie hanno bisogno di mantenere saldi di cassa più bassi: se l’economia presenta vincoli di liquidità, questo tipo di innovazioni finanziarie può contribuire a una maggiore efficienza. Uno studio sull’uso delle carte di debito da parte delle famiglie italiane ha rilevato che il possesso di una carta bancomat ha comportato benefici per 17 euro all’anno.
Questo tipo di innovazioni può anche influenzare la politica monetaria riducendo i saldi reali delle famiglie. Soprattutto con l’aumento della popolarità dell’online banking, le famiglie sono in grado di conservare una percentuale maggiore della loro ricchezza in strumenti diversi dal contante. In un numero speciale di International Finance dedicato all’interazione tra commercio elettronico e banche centrali, Goodhart (2000) e Woodford (2000) esprimono fiducia nella capacità di una banca centrale di mantenere i propri obiettivi di politica monetaria influenzando il tasso di interesse a breve termine anche se la moneta elettronica ha eliminato la domanda di passività della banca centrale, mentre Friedman (2000) è meno ottimista.
Un rapporto PwC del 2016 ha indicato nel “ritmo accelerato del cambiamento tecnologico” la “forza più creativa – e anche la più distruttiva – dell’ecosistema dei servizi finanziari”.
Il progresso della tecnologia ha permesso a un segmento di clienti precedentemente poco servito, di accedere ad alternative di investimento più complesse, come gli strumenti e le piattaforme di social trading e il trading algoritmico al dettaglio. Il primo aiuta gli investitori inesperti ad acquisire competenze e conoscenze, ad esempio attraverso il copy trading, che consente di imitare i portafogli dei trader più performanti (ad esempio, eToro, Estimize, Stocktwits). Il secondo strumento consente agli investitori con competenze tecniche minime di costruire, testare e implementare algoritmi di trading, che possono poi condividere con altri (Streak, Quantopian & Zipline, Numerai). Queste soluzioni, per lo più fornite dalla FinTech, rappresentano il modo più semplice e veloce per ottimizzare i rendimenti.
Si rivelano anche meno costose rispetto alla gestione tradizionale degli investimenti, poiché, a differenza di quest’ultima, la maggior parte delle piattaforme di social trading non richiede un investimento minimo per iniziare.
Nei mercati sviluppati, il trading algoritmico rappresenta circa il 70-80%. I progressi nella potenza di calcolo dei computer, nella raccolta dei dati e nelle telecomunicazioni hanno contribuito alla nascita e allo sviluppo del trading algoritmico.

## Conseguenze
Le innovazioni finanziarie possono influenzare i sistemi economici o finanziari. Ad esempio, l’innovazione finanziaria può influire sull’efficacia della politica monetaria e sulla capacità delle banche centrali di stabilizzare l’economia. Il rapporto tra moneta e tassi di interesse, che può definire l’efficacia della politica monetaria, è influenzato dall’innovazione finanziaria. L’innovazione finanziaria influenza anche la redditività delle imprese, le transazioni e il benessere sociale.
Secondo la teoria tradizionale dell’innovazione-crescita, le innovazioni finanziarie contribuiscono ad aumentare la qualità e la diversità dei servizi bancari, consentono la condivisione del rischio, completano il mercato e, in ultima analisi, migliorano l’efficienza allocativa. In questo modo, è possibile concentrarsi sugli aspetti positivi dell’innovazione finanziaria.
La prospettiva della fragilità dell’innovazione, invece, si concentra sul lato “oscuro” dell’innovazione stessa. In particolare, ha individuato nelle innovazioni finanziarie la causa principale della recente crisi finanziaria globale, che ha portato a un’espansione del credito senza precedenti che ha alimentato il boom e il successivo crollo dei prezzi delle abitazioni, ingegnerizzando titoli percepiti come sicuri ma esposti a rischi trascurati e aiutando le banche a sviluppare prodotti strutturati per sfruttare le incomprensioni degli investitori sui mercati finanziari.
Non esistono prove definitive che dimostrino se l’innovazione finanziaria sia vantaggiosa o dannosa per il settore finanziario. Tuttavia, è evidente che l’innovazione finanziaria è direttamente correlata a livelli elevati di crescita economica.

## Critiche
Alcuni economisti sostengono che l’innovazione finanziaria porti benefici scarsi o nulli in termini di produttività: Paul Volcker ha dichiarato che “c’è poca correlazione tra la sofisticazione di un sistema bancario e la crescita della produttività”, che non ci sono “prove neutrali che l’innovazione finanziaria abbia favorito la crescita economica” e che l’innovazione finanziaria è stata una causa della crisi finanziaria del 2007-2010, mentre Paul Krugman afferma che “la rapida crescita della finanza dal 1980 è stata in gran parte una questione di ricerca di rendita piuttosto che di vera produttività”.